# Tramvajová trať v ulici U Prašného mostu
Tramvajová trať v ulici U Prašného mostu (mezi dnešními zastávkami Pražský hrad a Prašný most) byla 110 m dlouhá manipulační kolej, která v letech 1910–1913 spojovala trať vedoucí kolem Pražského hradu s tratí ke střešovické vozovně. Byla nejstrmější tramvajovou tratí v historii pražské tramvajové sítě. V roce 1913 byla nahrazena spojkou v ulici U Brusnice.

## Historie
Spojovací manipulační kolej byla zřízena 30. ledna 1910 současně s novou tramvajovou tratí Klárov – Královský Hrad. Spojovala ji s tratí ke střešovické vozovně, která byla zprovozněna 24. října 1909. Spojovací trať překračovala čáru potravní daně.
Po prodloužení horní trati od Hradu přes Nový Svět na Pohořelec (22. prosince 1911) se horní napojení spojky stalo problematickým, protože tramvaj vyjíždějící ze spojky na trať musela ve směru na Pohořelec jet až ke kolejovému přejezdu po protisměrné koleji.
26. ledna 1913 byla manipulační spojka zrušena a téhož dne ji nahradila nově zprovozněná spojka v ulici U Brusnice.

## Popis
Byla nejstrmější tramvajovou tratí v historii pražské tramvajové sítě, podélný sklon dosahoval v nejhořejší části až 101,9 ‰ (českým rekordem však byla trať v Lidické ulici v Jablonci nad Nisou, kde 65 let jezdily úzkorozchodné tramvaje úsekem se sklonem 108,5 ‰).